# شهرستان ویگو (ایندیانا)
شهرستان ویگو، ایندیانا (به انگلیسی: Vigo County, Indiana) شهرستانی در ایالات متحده آمریکا است که در ایندیانا واقع شده‌است.